# Тома (Хоккайдо)

43°49′41″ пн. ш. 142°30′30″ сх. д. / 43.82806° пн. ш. 142.50833° сх. д.
То́ма (яп. 当麻町, とうまちょう, МФА: [toma t͡ɕoː]) — містечко в Японії, в повіті Камікава округу Камікава префектури Хоккайдо. Станом на 1 жовтня 2008 року площа містечка становила 204,95 км². Станом на 31 березня 2017 населення містечка становило 6585 осіб.